# Arachniodes carvifolia
Arachniodes carvifolia là một loài thực vật có mạch trong họ Dryopteridaceae. Loài này được (Kunze) Ching miêu tả khoa học đầu tiên năm 1962.